# آیس کاچانگ
آیس کاچانگ (انگلیسی: Ais kacang) که به‌طور تحت الفظی یخ لوبیا معنی می‌دهد، هم چنین به‌طور معمول به عنوان ای‌بی‌سی (ABC) (سرنام ایر باتو چامپور به معنی «یخ مخلوط») معروف است، دسری مالزیایی می‌باشد که در مالزی، سنگاپور (که در آنجا آیس کاچَنگ نامیده می‌شود) و برونئی رایج است.
به‌طور مرسوم، از یک دستگاه یخ تراشی، برای تولید سریع بستنی یخی مورد استفاده در دسر، به کار گرفته می‌شود، که در اصل به صورت دستی و با هندل زدن انجام می‌گرفت ولی در حال حاضر بیشتر آنها به موتور مجهز هستند. بسیاری از کافی شاپ‌های جنوب شرق آسیا، مراکز غذای دستفروشی و فود کورت‌ها، این دسر را می‌فروشند. آیس کاچانگ یکی از مطرح‌ترین خوراکی‌های بی نظیر مالزی است و در بسیاری از مقاله‌ها به همین ترتیب معرفی شده است.

## طرز تهیه

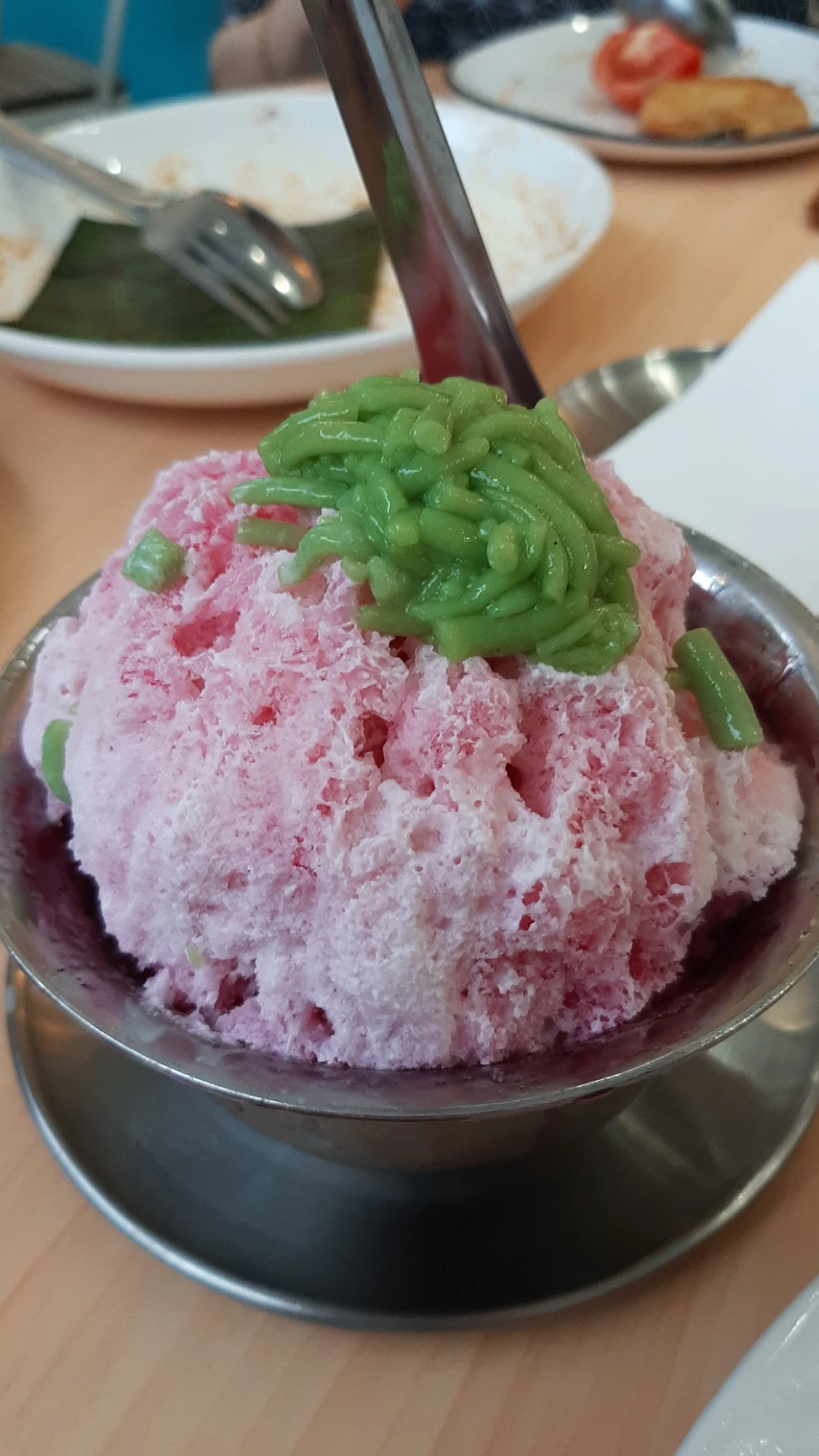
پیاله ای حاوی آیس کاچانگ مالزیایی که روی آن چندال و شربت گل محمدی قرار داده شده است

آیس کاچانگ، در آغاز تنها از یخ تراشیده شده و لوبیا قرمز درست می‌شد، هرچند از آن زمان ارقام و تنوع مواد اولیهٔ تشکیل دهندهٔ آن گسترش یافته است. امروزه، آیس کاچانگ به‌طور معمول در رنگ‌های روشن و همراه با مخلفات و دسرهای میوه گوناگون ارایه می‌شود.